# Spišské Podhradie
Spišské Podhradie (madžarsko Szepesváralja, nemško Kirchdrauf, Kirchdorf) je majhno mesto s približno 3.800 prebivalci v vzhodnem delu Slovaške, približno na polovici poti med Popradom in Prešovom, približno 15 km vzhodno od Levoče. Mestece je stisnjeno med dva griča, na vzhodnem se nahaja Spiški grad, po katerem je tudi dobilo ime, na zahodnem pa zgodovinsko naselje Spišská Kapitula.
V kraju je prebivala številčna skupnost Sasov, ki so jih od 12. stoletja dalje vabili madžarski kralji kot rudarje. Leta 1412 je dobil mestne pravice. Kasneje je doživel razcvet predvsem po zaslugi suknjarjev. V samem mestu je danes je ogleda vrednih nekaj renesančnih stanovanjskih hiš, romanska farna cerkev in nekdanji samostan usmiljenih bratov. 

## Spišská Kapitula
Spišská Kapitula (madžarsko Szepeshely, nemško Zipser Kapitel) je v celoti obzidano cerkveno naselje na griču nasproti Spiškemu gradu. V njem je bil sedež grajskega prošta in od leta 1776 dalje tudi spiške škofije. Znotraj obzidja, zgrajenega med 1662 in 1665, se nahajajo sprva romanska cerkev sv. Martina iz leta 1245, ki so jo v 15. stoletju prezidali v današnjo poznogotsko cerkev s tremi ladjami, samostan sv. Martina, semenišče in škofova palača. V gotskih hišah ob edini ulici med vzhodnimi in zahodnimi vrati so nekdaj prebivali cerkveni uslužbenci.
Od leta 1948 je Spišká Kapitula tudi uradno del Spišskega Podhradja. Leta 1950 je bila razglašena za mestni spomenik. Leta 1989 je ponovno postala sedež škofije in leta 1993 bila skupaj s Spiškim gradom in romansko-gotsko cerkvijo sv. duha v Žehri vpisana v Unescov seznam svetovne dediščine.

## Demografija
| Leto          | 1994 | 2004    | 2014    | 2024    |
| ------------- | ---- | ------- | ------- | ------- |
| Število ljudi | 3665 | 3872    | 4035    | 3730    |
| Razlika       |      | +5,64 % | +4,20 % | −7,55 % |

| Leto          | 2023 | 2024    |
| ------------- | ---- | ------- |
| Število ljudi | 3754 | 3730    |
| Razlika       |      | −0,63 % |